# 테레사 토바
테레사 토바(Theresa Tova, 1955년 ~ )는 가수이다.
파리에서 폴란드 유대인 부모 밑에서 태어났다.

## 출연 작품

### 영화
- Love & Murder (1990)
- 행복 찾기 (1992)
- 포화 속의 용기: 두 여자 (1997, Stories of Courage: Two Women)
- 라이 위드 미 (2005) - 러시아인 웨딩싱어 역

### 텔레비전
- E.N.G. (1989년)